# Laurent Stocker

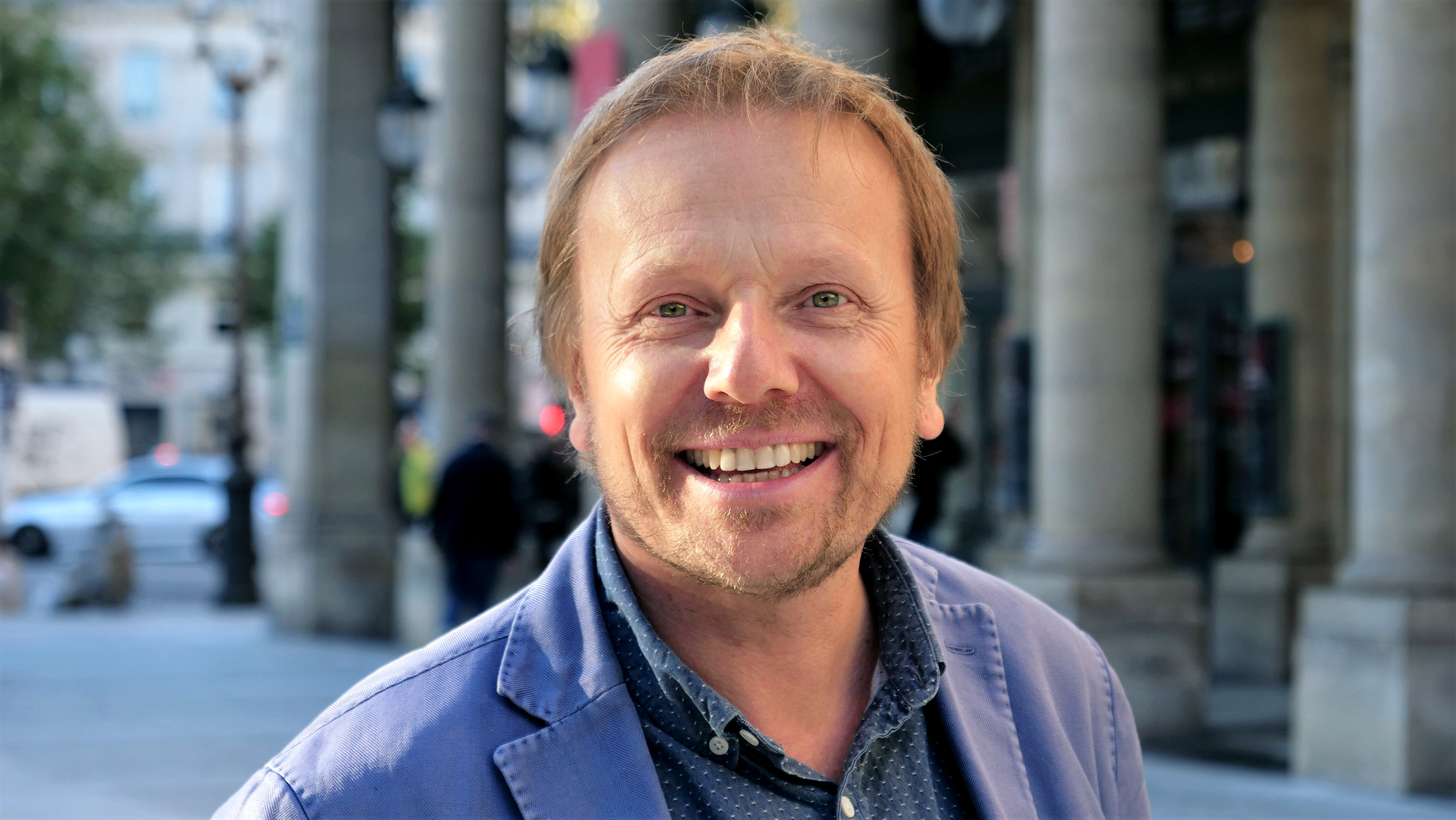
Laurent Stocker, 2021

Laurent Stocker (* 23. Mai 1973 in Saint-Dizier, Frankreich) ist ein französischer Schauspieler. Er ist seit 2001 Mitglied der Comédie-Française.

## Leben
Von 1991 bis 1992 belegte Laurent Stocker seine ersten Schauspielkurse am Ateliers Gérard Philipe und studierte anschließend von 1993 bis 1996 am Conservatoire national supérieur d’art dramatique. Bereits während dieser Zeit war er am Theater beschäftigt und spielte in mehreren Stücken von Georges Lavaudant mit. Beim Fernsehen war er nur vereinzelt zu sehen, bevor er ab Mitte der 2000er Jahre regelmäßig in größeren Fernseh- und Kinoproduktionen zu sehen war. So spielte er unter anderem in Affären à la carte, Die Kunst zu lieben und Zusammen ist man weniger allein mit. Insbesondere für letzteren konnte er für seine Darstellung des Philibert größere Bekanntheit und Kritikerlob erreichen. So wurde er bei der Verleihung des französischen Filmpreises César 2008 sowohl als Bester Nebendarsteller als auch als Bester Nachwuchsdarsteller nominiert, wobei er letztere Auszeichnung erhielt.

## Filmografie (Auswahl)
- 1995: Julie Lescaut (Fernsehserie, 1 Folge)
- 2000: Sade
- 2005: In äußerster Bedrängnis (Aux abois)
- 2005: Saint-Jacques… La Mecque
- 2007: Zusammen ist man weniger allein (Ensemble, c’est tout)
- 2008: Der tolle Tag oder Figaros Hochzeit (Le mariage de Figaro)
- 2009: Affären à la carte (Le code a changé)
- 2009: Serie  in Schwarz (Suite Noire; Fernsehreihe, 1 Folge)
- 2011: Der Aufsteiger (L’exercice de l’état)
- 2011: Die Kunst zu lieben (L’art d’aimer)
- 2011: Sleepless Night – Nacht der Vergeltung (Nuit blanche)
- 2012: Spieglein an der Wand (Miroir mon amour)
- 2013: Sagen Sie mal „A“! (Tirez la langue Mademoiselle)
- 2014: Tag der Wahrheit
- 2014: 1001 Gramm (1001 Gram)
- 2015: Das gespaltene Dorf (Mon cher petit village)
- 2015: Caprice
- 2016: Meine Zeit mit Cézanne (Cézanne et moi)
- 2017: Ménage à trois – Zum Fremdgehen verführt (Garde alternée)
- seit 2019: Giftige Saat (Jeux d’influence, Fernsehserie)
- 2019: Intrige (J’accuse)
- 2020: Was dein Herz dir sagt – Adieu ihr Idioten! (Adieu les cons)
- 2020: Ein Triumph (Un triomphe)
- 2021: Villa Caprice
- 2021: Emma Bovary
- 2022: Der große Zauber (La grande magie)
- 2022: Summer Frost (Un hiver en été)
- 2022: Goliath
- 2022: Oussekine
- 2023: Icon of French Cinema